# Christina von Bülow
Christina von Bülow (født 27. juli 1962) er en dansk saxofonist og fløjtenist.

## Uddannelse
Hun er datter af jazzguitarist Fritz von Bülow. Som teenager begyndte hun at spille fløjte og skiftede senere til altsaxofon, der har været hendes hovedinstrument lige siden. Fra 1986 til 1990 gennemgik hun Rytmisk Musikkonservatorium i København. I 1990 modtog von Bülow privattimer hos Stan Getz i hans hjem i Malibu blot et år, før han døde. En anden inspirationskilde har været Lee Konitz. Bülow har desuden stærke rødder i brasiliansk musik.

## Grupper og samarbejder
Hun har i en årrække været leder af egne ensembler og blev især kendt fra 1993 med trioen Christina von Bülow Trio (Jacob Fischer, guitar, Jens Skou Olsen, bas), som indledte et samarbejde med den svenske trompetist Jan Allan, med hvem von Bülow indspillede sit første album i eget navn i 1994.
Hendes nyere gruppe, Bülow/Besiakov Quartet, inkluderer pianisten Ben Besiakov. Denne gruppe har i årenes løb arbejdet sammen med en anden svensk jazzmusiker, tenorsaxofonisten Bernt Rosengren. Bas og trommer udøves her af Daniel Franck og Frands Rifbjerg.
I 2007 indspillede hun en CD med pianisten Horace Parlan sammen med bassisten Jesper Lundgaard (My Little Brown Book). Nyere initiativer er kvintetten Silhouette, som hun står i spidsen for sammen med Fredrik Lundin (tenor/barytonsax), samt både en duo og en trio med pianisten Søren Kristiansen, med hvem hun også leder gruppen Time Out, tribute til Dave Brubeck.
Hun har desuden spillet med musikere som: Rune Gustafsson, Georg Riedel, Herlin Riley, Allan Botschinsky, Putte Wickman, Doug Raney, Marilyn Mazur, Mikkel Nordsø, DR Big Bandet m.fl.

## Hæder
Christina von Bülow har modtaget JASA Prisen (1994), Ben Webster Prisen (2002), Palæ Prisen (2009) og Bent Jædig Prisen (2013). I 2014 blev hun optaget i Kraks Blå Bog.
Hun har været nomineret til Danish Music Awards for årets bedste jazzudgivelse i 2001 (West of the Moon) og 2004 (A Primera Vez).